# Stretto di Fram

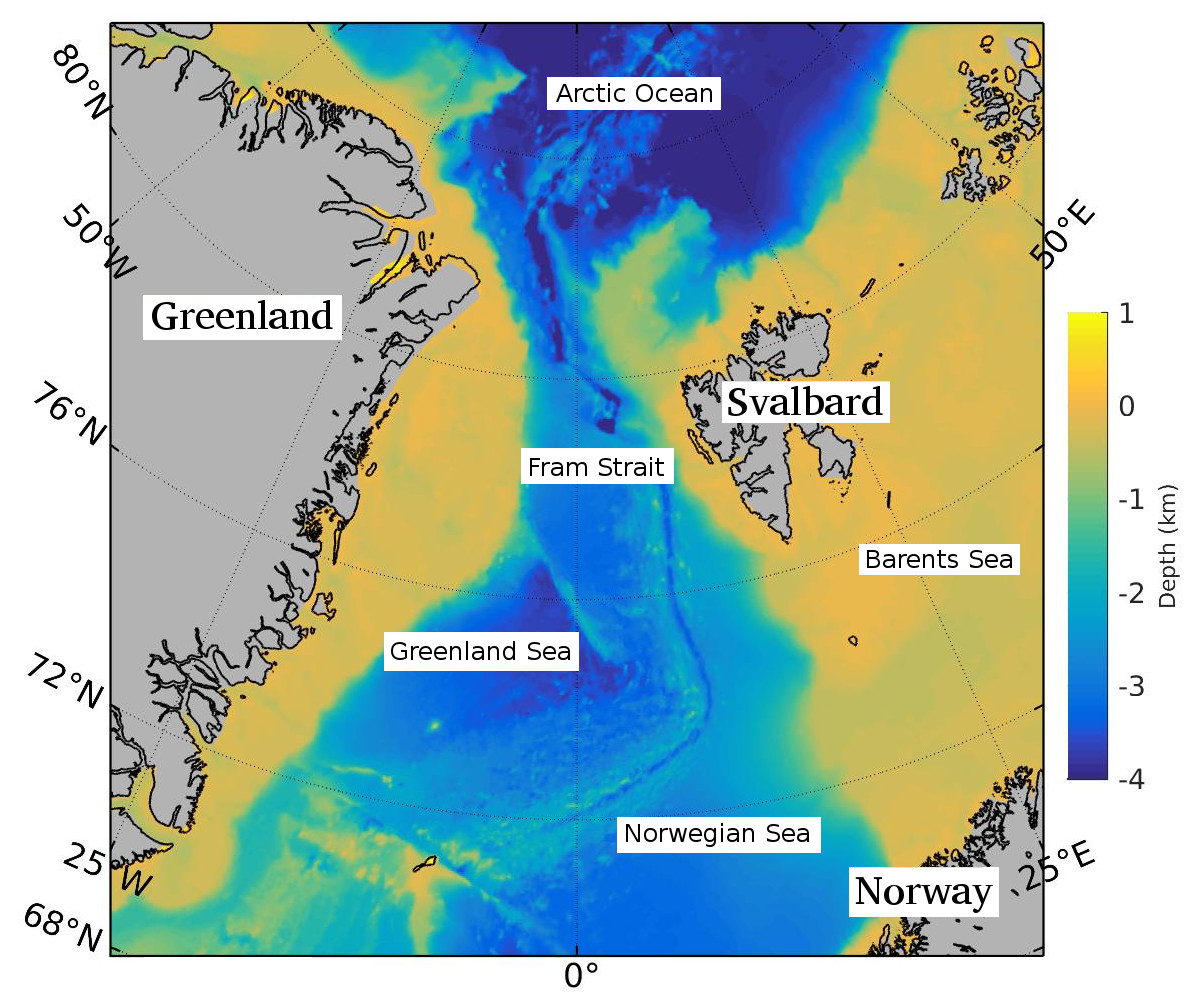
Lo stratto di Fram è situato tra le isole Svalbard e la Groenlandia. È l'unico passaggio con acque profonde tra il Mar Glaciale Artico e l'Oceano.

Lo stretto di Fram è il passaggio via mare tra le isole Svalbard e la Groenlandia, situato tra la latitudine 77°N e 81°N e centrato sul meridiano fondamentale, quindi con longitudine 0°. 
Il Mare di Groenlandia e il Mare di Norvegia si trovano a sud dello stretto, mentre il bacino di Nansen del Mar Glaciale Artico si trova a nord. Lo stretto di Fram è l'unica connessione con acque profonde tra il Mar Glaciale Artico e l'Oceano Globale. La caratteristica oceanografica dominante della regione è data dalla corrente di Spitsbergen ovest a est dello stretto e dalla corrente della Groenlandia orientale a ovest.

## Descrizione
Lo stretto di Fram è la zona oceanica più settentrionale che rimane priva di ghiacci per tutto l'anno.
L'ampiezza dello stretto è di circa 450 km, ma a causa della piattaforma continentale della Groenlandia e dell'isola di Spitsbergen, il tratto profondo dello stretto ha un'ampiezza limitata a circa 300 km. L'oceano al di sopra della piattaforma continentale della Groenlandia è spesso coperto di ghiaccio. 
All'interno dello stretto di Fram, il filone-strato che lo collega all'oceano ha una profondità di 2545 m. La dorsale di Knipovich, la sezione più settentrionale della dorsale medio atlantica, si estende verso nord fino a connettersi con la dorsale di Gakkel nel Mar Glaciale Artico. Una fossa tettonica, causata dall'espansione del fondale oceanico, corre adiacente e parallela alla dorsale di Knipovich. L'abisso Molloy all'interno dello stretto è il punto più profondo dell'Artico. Questo piccolo bacino si trova alle coordinate 79°8.5′N e 2°47′E e ha una profondità massima di 5607 m.
Storicamente nello stretto di Fram viveva una grande popolazione di balene della Groenlandia. L'eccessiva caccia alla balena l'aveva però portata quasi all'estinzione già alla metà del XVII secolo.

## Etimologia
Lo stretto di Fram deriva il suo nome dalla nave Fram (Avanti, in norvegese) utilizzata in diverse spedizioni nelle regioni artiche ed antartiche dagli esploratori norvegesi Fridtjof Nansen, Otto Sverdrup, Oscar Wisting e Roald Amundsen tra gli anni 1893 e 1912.